# إغناسيو بيرن
إغناسيو بيرن (بالإسبانية: Ignacio Perrin)‏ (مواليد 20 يناير 1985) هو ملاكم أرجنتيني، مثّل بلاده في الألعاب الأولمبية الصيفية 2016.

## روابط خارجية
إغناسيو بيرن على موقع أوليمبيديا (الإنجليزية)
- إغناسيو بيرن على موقع اللجنة الأولمبية الأرجنتينية (الإسبانية)